# Relations entre le Sri Lanka et l'Union européenne
Les relations entre le Sri Lanka et l’Union européenne remontent à 1975 avec la conclusion d'un accord de coopération commerciale. La délégation de l’Union à Colombo a été ouverte en 1995. La même année, un accord de partenariat et de développement est entré en vigueur.

## Sources

## Compléments